# جوزيف ريان
جوزيف ريان (بالإنجليزية: Joseph Ryan)‏ هو مجدف أمريكي، ولد في 11 يوليو 1877، وتوفي في 10 يناير 1939.

## وصلات خارجية
- جوزيف ريان على موقع الاتحاد الدولي للتجديف (الإنجليزية)
- جوزيف ريان على موقع اللجنة الأولمبية الدولية (الإنجليزية)
- جوزيف ريان على موقع أوليمبيديا (الإنجليزية)